# Funningur
Funningur [ˈfʊnːɪŋgʊɹ], és una localitat situada a l'illa d'Eysturoy, a les illes Fèroe. Forma part del municipi de Runavík. L'1 de gener del 2021 tenia 45 habitants.
La localitat està situada enfront de la desembocadura del fiord de Funningsfjørður, a la seva riba esquerra, al final d'una vall que forma el riu Stórá. Des del poble es veu, a l'altre cantó de l'estret de Djúpini, l'illa de Kalsoy. Just a l'oest de Funningur hi ha les dues muntanyes més altes de les Illes Fèroe: el Slættaratindur (880 m) i el Gráfelli (856 m).
La Saga dels feroesos diu que el primer viking que es van arribar a les Illes Fèroe es va establir a Funningur. El seu nom era Grímur Kamban, un viking noruec que escapava de la tirania del rei Harald. Tanmateix, es tracta d'un error, ja que Harald va regnar a finals del segle ix, mentre que els primers colons nòrdics van arribar a l'arxipèlag després del 825 (en realitat, els monjos irlandesos van arribar-hi molt abans, entre els anys 625-650).
Al poble hi ha una típica església de fusta oberta el 1847.